# Lista över fornlämningar i Hallsbergs kommun
Lista över fornlämningar i Hallsbergs kommun är en förteckning av ett urval av de fornlämningar som finns i Hallsbergs kommun.

## Bo
| Namn    | Lämningstyp    | Tillkomsttid | Historisk indelning | Plats | Läge                 | ID-nr          | Bild                                 |
| ------- | -------------- | ------------ | ------------------- | ----- | -------------------- | -------------- | ------------------------------------ |
| Bo 19:1 | Stensättning   |              | Bo, Närke           |       | 58.920652, 15.516149 | 10221700190001 | Ladda upp en bild av detta fornminne |
| Bo 19:2 | Stensättning   |              | Bo, Närke           |       | 58.920647, 15.516892 | 10221700190002 | Ladda upp en bild av detta fornminne |
| Bo 37:1 | Stensättning   |              | Bo, Närke           |       | 58.906217, 15.471652 | 10221700370001 | Ladda upp en bild av detta fornminne |
| Bo 37:2 | Stensättning   |              | Bo, Närke           |       | 58.906087, 15.471753 | 10221700370002 | Ladda upp en bild av detta fornminne |
| Bo 39:1 | Stenkammargrav |              | Bo, Närke           |       | 58.907426, 15.474276 | 10221700390001 | Ladda upp en bild av detta fornminne |
| Bo 40:1 | Stensättning   |              | Bo, Närke           |       | 58.908383, 15.477267 | 10221700400001 | Ladda upp en bild av detta fornminne |
| Bo 41:1 | Stensättning   |              | Bo, Närke           |       | 58.908065, 15.470209 | 10221700410001 | Ladda upp en bild av detta fornminne |
| Bo 41:2 | Stensättning   |              | Bo, Närke           |       | 58.907951, 15.469961 | 10221700410002 | Ladda upp en bild av detta fornminne |
| Bo 47:1 | Stensättning   |              | Bo, Närke           |       | 58.925628, 15.441674 | 10221700470001 | Ladda upp en bild av detta fornminne |
| Bo 48:1 | Stensättning   |              | Bo, Närke           |       | 58.899648, 15.553546 | 10221700480001 | Ladda upp en bild av detta fornminne |
| Bo 48:2 | Stensättning   |              | Bo, Närke           |       | 58.899625, 15.553315 | 10221700480002 | Ladda upp en bild av detta fornminne |
| Bo 48:3 | Stensättning   |              | Bo, Närke           |       | 58.899553, 15.553564 | 10221700480003 | Ladda upp en bild av detta fornminne |
| Bo 49:1 | Gravfält       |              | Bo, Närke           |       | 58.900483, 15.551773 | 10221700490001 | Ladda upp en bild av detta fornminne |

## Hallsberg
| Namn                                    | Lämningstyp             | Tillkomsttid         | Historisk indelning | Plats | Läge                 | ID-nr          | Bild                                      |
| --------------------------------------- | ----------------------- | -------------------- | ------------------- | ----- | -------------------- | -------------- | ----------------------------------------- |
| Hallsberg 25:1                          | Fornborg                |                      | Hallsberg, Närke    |       | 59.045178, 15.081023 | 10223100250001 | Ladda upp en bild av detta fornminne      |
| Jätteberget (Hallsberg 30:1)            | Fornborg                |                      | Hallsberg, Närke    |       | 58.996000, 15.198648 | 10223100300001 | Ladda upp en bild av detta fornminne      |
| Ormakullen (Hallsberg 101:1)            | Gravfält                |                      | Hallsberg, Närke    |       | 59.088916, 15.190884 | 10223101010001 | Ladda upp en bild av detta fornminne      |
| Hallsberg 55:1                          | Gravfält                |                      | Hallsberg, Närke    |       | 59.058991, 15.160923 | 10223100550001 | Ladda upp en bild av detta fornminne      |
| Norrby stenar (Hallsberg 102:1)         | Gravfält                |                      | Hallsberg, Närke    |       | 59.077163, 15.147019 | 10223101020001 | Ladda upp en till bild av detta fornminne |
| Hallsberg 104:1                         | Gravfält                |                      | Hallsberg, Närke    |       | 59.071675, 15.186115 | 10223101040001 | Ladda upp en bild av detta fornminne      |
| Hallsberg 127:1                         | Stensättning            |                      | Hallsberg, Närke    |       | 58.958358, 15.251844 | 10223101270001 | Ladda upp en bild av detta fornminne      |
| Borgareberget (Hallsberg 130:1)         | Fornborg                |                      | Hallsberg, Närke    |       | 59.052735, 15.153570 | 10223101300001 | Ladda upp en bild av detta fornminne      |
| Hallsberg 153:1                         | Gravfält                |                      | Hallsberg, Närke    |       | 59.065504, 15.188649 | 10223101530001 | Ladda upp en bild av detta fornminne      |
| Hallsberg 166:1                         | Stensättning            |                      | Hallsberg, Närke    |       | 59.047872, 15.030491 | 10223101660001 | Ladda upp en bild av detta fornminne      |
| Hallsberg 166:2                         | Stensättning            |                      | Hallsberg, Närke    |       | 59.047999, 15.030543 | 10223101660002 | Ladda upp en bild av detta fornminne      |
| Hallsberg 166:3                         | Stensättning            |                      | Hallsberg, Närke    |       | 59.048048, 15.031379 | 10223101660003 | Ladda upp en bild av detta fornminne      |
| Hallsberg 166:4                         | Stensättning            |                      | Hallsberg, Närke    |       | 59.047730, 15.030491 | 10223101660004 | Ladda upp en bild av detta fornminne      |
| Skogaholms masugn (Hallsberg 123:1)     | Metallindustri/järnbruk | 1879                 | Hallsberg, Närke    |       | 59.018179, 15.235258 | 10223101230001 | Ladda upp en till bild av detta fornminne |
| Slaggvarp vid Östra Å (Hallsberg 123:2) | Slaggvarp               |                      | Hallsberg, Närke    |       | koordinater saknas   |                | Ladda upp en till bild av detta fornminne |
| Hallsberg 200:1                         | Stensättning            |                      | Hallsberg, Närke    |       | 59.041694, 15.065862 | 10223102000001 | Ladda upp en bild av detta fornminne      |
| Mamre (Hallsberg 293)                   | Lägenhetsbebyggelse     | 1886                 | Hallsberg, Närke    |       | koordinater saknas   |                | Ladda upp en till bild av detta fornminne |
| Östra Å dammvall (Hallsberg 335)        | Dammvall                | Slutet av 1800-talet | Hallsberg, Närke    |       | 59.018558, 15.234042 | 12000000213996 | Ladda upp en till bild av detta fornminne |

## Hardemo
| Namn                        | Lämningstyp             | Tillkomsttid | Historisk indelning | Plats | Läge                 | ID-nr          | Bild                                 |
| --------------------------- | ----------------------- | ------------ | ------------------- | ----- | -------------------- | -------------- | ------------------------------------ |
| Domarringen (Hardemo 28:1)  | Stenkrets               |              | Hardemo, Närke      |       | 59.062013, 15.049628 | 10223300280001 | Ladda upp en bild av detta fornminne |
| Halla-Hindrik (Hardemo 163) | Husgrund, historisk tid |              | Hardemo, Närke      |       | 59.064856, 15.039540 | 12000000105278 | Ladda upp en bild av detta fornminne |

## Sköllersta
| Namn                            | Lämningstyp                 | Tillkomsttid | Historisk indelning | Plats | Läge                 | ID-nr          | Bild                                      |
| ------------------------------- | --------------------------- | ------------ | ------------------- | ----- | -------------------- | -------------- | ----------------------------------------- |
| Sköllersta 1:1                  | Gravfält                    |              | Sköllersta, Närke   |       | 59.145171, 15.349968 | 10226000010001 | Ladda upp en till bild av detta fornminne |
| Sköllersta 3:1                  | Stensättning                |              | Sköllersta, Närke   |       | 59.137123, 15.328705 | 10226000030001 | Ladda upp en bild av detta fornminne      |
| Sköllersta 4:1                  | Gravfält                    |              | Sköllersta, Närke   |       | 59.133338, 15.340687 | 10226000040001 | Ladda upp en bild av detta fornminne      |
| Sköllersta 6:1                  | Gravfält                    |              | Sköllersta, Närke   |       | 59.125328, 15.335315 | 10226000060001 | Ladda upp en bild av detta fornminne      |
| Sköllersta 7:1                  | Gravfält                    |              | Sköllersta, Närke   |       | 59.122974, 15.361793 | 10226000070001 | Ladda upp en bild av detta fornminne      |
| Sköllersta 10:1                 | Gravfält                    |              | Sköllersta, Närke   |       | 59.129164, 15.371634 | 10226000100001 | Ladda upp en bild av detta fornminne      |
| Sköllersta 10:2                 | Stensättning                |              | Sköllersta, Närke   |       | 59.129864, 15.372553 | 10226000100002 | Ladda upp en bild av detta fornminne      |
| Sköllersta 11:1                 | Gravfält                    |              | Sköllersta, Närke   |       | 59.130537, 15.366894 | 10226000110001 | Ladda upp en bild av detta fornminne      |
| Sköllersta 14:1                 | Gravfält                    |              | Sköllersta, Närke   |       | 59.130879, 15.384040 | 10226000140001 | Ladda upp en bild av detta fornminne      |
| Sköllersta 14:2                 | Stensättning                |              | Sköllersta, Närke   |       | 59.132099, 15.384139 | 10226000140002 | Ladda upp en bild av detta fornminne      |
| Ottos backe (Sköllersta 16:1)   | Gravfält                    |              | Sköllersta, Närke   |       | 59.134204, 15.403213 | 10226000160001 | Ladda upp en bild av detta fornminne      |
| Sköllersta 17:1                 | Hög                         |              | Sköllersta, Närke   |       | 59.118434, 15.324247 | 10226000170001 | Ladda upp en bild av detta fornminne      |
| Sköllersta 17:2                 | Hög                         |              | Sköllersta, Närke   |       | 59.118169, 15.323818 | 10226000170002 | Ladda upp en bild av detta fornminne      |
| Sköllersta 17:3                 | Hög                         |              | Sköllersta, Närke   |       | 59.117769, 15.323666 | 10226000170003 | Ladda upp en bild av detta fornminne      |
| Sköllersta 18:1                 | Gravfält                    |              | Sköllersta, Närke   |       | 59.121970, 15.316871 | 10226000180001 | Ladda upp en bild av detta fornminne      |
| Sköllersta 20:1                 | Gravfält                    |              | Sköllersta, Närke   |       | 59.128849, 15.315312 | 10226000200001 | Ladda upp en bild av detta fornminne      |
| Sköllersta 22:1                 | Stensättning                |              | Sköllersta, Närke   |       | 59.128949, 15.323879 | 10226000220001 | Ladda upp en bild av detta fornminne      |
| Sköllersta 23:1                 | Gravfält                    |              | Sköllersta, Närke   |       | 59.113589, 15.326477 | 10226000230001 | Ladda upp en bild av detta fornminne      |
| Flyckt (Sköllersta 24:1)        | Hög                         |              | Sköllersta, Närke   |       | 59.110862, 15.351425 | 10226000240001 | Ladda upp en bild av detta fornminne      |
| Sköllersta 26:1                 | Röse                        |              | Sköllersta, Närke   |       | 59.101936, 15.366525 | 10226000260001 | Ladda upp en bild av detta fornminne      |
| Sköllersta 26:2                 | Stensättning                |              | Sköllersta, Närke   |       | 59.101871, 15.366362 | 10226000260002 | Ladda upp en bild av detta fornminne      |
| Sköllersta 26:3                 | Stensättning                |              | Sköllersta, Närke   |       | 59.101844, 15.366439 | 10226000260003 | Ladda upp en bild av detta fornminne      |
| Sköllersta 26:4                 | Stensättning                |              | Sköllersta, Närke   |       | 59.101754, 15.366427 | 10226000260004 | Ladda upp en bild av detta fornminne      |
| Tarsta berg (Sköllersta 27:1)   | Fornborg                    |              | Sköllersta, Närke   |       | 59.093784, 15.343228 | 10226000270001 | Ladda upp en till bild av detta fornminne |
| Omhällsberg (Sköllersta 28:1)   | Fornborg                    |              | Sköllersta, Närke   |       | 59.087812, 15.313545 | 10226000280001 | Ladda upp en till bild av detta fornminne |
| Sköllersta 29:1                 | Gravfält                    |              | Sköllersta, Närke   |       | 59.077038, 15.329395 | 10226000290001 | Ladda upp en bild av detta fornminne      |
| Sköllersta 39:1                 | Stensättning                |              | Sköllersta, Närke   |       | 59.132623, 15.310730 | 10226000390001 | Ladda upp en bild av detta fornminne      |
| Sköllersta 40:1                 | Stensättning                |              | Sköllersta, Närke   |       | 59.132200, 15.309936 | 10226000400001 | Ladda upp en bild av detta fornminne      |
| Sköllersta 40:2                 | Stensättning                |              | Sköllersta, Närke   |       | 59.131855, 15.309683 | 10226000400002 | Ladda upp en bild av detta fornminne      |
| Sköllersta 40:3                 | Stensättning                |              | Sköllersta, Närke   |       | 59.131741, 15.309775 | 10226000400003 | Ladda upp en bild av detta fornminne      |
| Sköllersta 41:1                 | Stenkammargrav              |              | Sköllersta, Närke   |       | 59.110841, 15.349767 | 10226000410001 | Ladda upp en bild av detta fornminne      |
| Sköllersta 42:1                 | Hög                         |              | Sköllersta, Närke   |       | 59.080544, 15.297779 | 10226000420001 | Ladda upp en bild av detta fornminne      |
| Sköllersta 45:2                 | Stensättning                |              | Sköllersta, Närke   |       | 59.077574, 15.329583 | 10226000450002 | Ladda upp en bild av detta fornminne      |
| Sköllersta 50:1                 | Gravfält                    |              | Sköllersta, Närke   |       | 59.138446, 15.305860 | 10226000500001 | Ladda upp en bild av detta fornminne      |
| Sköllersta 52:1                 | Stensättning                |              | Sköllersta, Närke   |       | 59.133713, 15.366204 | 10226000520001 | Ladda upp en bild av detta fornminne      |
| Konstahögarna (Sköllersta 53:1) | Hög                         |              | Sköllersta, Närke   |       | 59.143864, 15.399786 | 10226000530001 | Ladda upp en till bild av detta fornminne |
| Konstahögarna (Sköllersta 53:2) | Hög                         |              | Sköllersta, Närke   |       | 59.143648, 15.400599 | 10226000530002 | Ladda upp en till bild av detta fornminne |
| Sköllersta 55:1                 | Stensättning                |              | Sköllersta, Närke   |       | 59.056035, 15.392728 | 10226000550001 | Ladda upp en bild av detta fornminne      |
| Sköllersta 78:1                 | Grav markerad av sten/block |              | Sköllersta, Närke   |       | 59.086799, 15.313188 | 10226000780001 | Ladda upp en bild av detta fornminne      |
| Sköllersta 78:2                 | Grav markerad av sten/block |              | Sköllersta, Närke   |       | 59.086897, 15.312596 | 10226000780002 | Ladda upp en bild av detta fornminne      |
| Sköllersta 92:1                 | Stensättning                |              | Sköllersta, Närke   |       | 59.122365, 15.320299 | 10226000920001 | Ladda upp en bild av detta fornminne      |
| Sköllersta 113:1                | Gravfält                    |              | Sköllersta, Närke   |       | 59.114516, 15.327371 | 10226001130001 | Ladda upp en bild av detta fornminne      |
| Sköllersta 115:1                | Gravfält                    |              | Sköllersta, Närke   |       | 59.123922, 15.333266 | 10226001150001 | Ladda upp en bild av detta fornminne      |
| Sköllersta 180:1                | Stensättning                |              | Sköllersta, Närke   |       | 59.090912, 15.304800 | 10226001800001 | Ladda upp en bild av detta fornminne      |
| Sköllersta 180:2                | Stensättning                |              | Sköllersta, Närke   |       | 59.090786, 15.304817 | 10226001800002 | Ladda upp en bild av detta fornminne      |
| Sköllersta 181:1                | Gravfält                    |              | Sköllersta, Närke   |       | 59.094582, 15.306580 | 10226001810001 | Ladda upp en bild av detta fornminne      |
| Sköllersta 186:2                | Stensättning                |              | Sköllersta, Närke   |       | 59.054447, 15.292712 | 10226001860002 | Ladda upp en bild av detta fornminne      |
| Sköllersta 195                  | Stensättning                |              | Sköllersta, Närke   |       | 59.115550, 15.377019 | 12000000041412 | Ladda upp en bild av detta fornminne      |
| Sköllersta 197                  | Stensättning                |              | Sköllersta, Närke   |       | 59.115486, 15.376912 | 12000000041414 | Ladda upp en bild av detta fornminne      |
| Sköllersta 218                  | Stensättning                |              | Sköllersta, Närke   |       | 59.089277, 15.302216 | 12000000096656 | Ladda upp en bild av detta fornminne      |
| Sköllersta 220                  | Stensättning                |              | Sköllersta, Närke   |       | 59.089146, 15.302367 | 12000000096658 | Ladda upp en bild av detta fornminne      |
| Sköllersta 222                  | Stensättning                |              | Sköllersta, Närke   |       | 59.089237, 15.302368 | 12000000096660 | Ladda upp en bild av detta fornminne      |

## Svennevad
| Namn                                                 | Lämningstyp         | Tillkomsttid | Historisk indelning | Plats | Läge                 | ID-nr          | Bild                                      |
| ---------------------------------------------------- | ------------------- | ------------ | ------------------- | ----- | -------------------- | -------------- | ----------------------------------------- |
| Svennevad 1:1                                        | Gravfält            |              | Svennevad, Närke    |       | 59.040243, 15.363327 | 10226300010001 | Ladda upp en bild av detta fornminne      |
| Svennevad 3:1                                        | Stensättning        |              | Svennevad, Närke    |       | 59.047743, 15.330560 | 10226300030001 | Ladda upp en bild av detta fornminne      |
| Svennevad 3:2                                        | Stensättning        |              | Svennevad, Närke    |       | 59.047628, 15.330672 | 10226300030002 | Ladda upp en bild av detta fornminne      |
| Svennevad 3:3                                        | Stensättning        |              | Svennevad, Närke    |       | 59.047650, 15.330857 | 10226300030003 | Ladda upp en bild av detta fornminne      |
| Svennevad 5:1                                        | Stensättning        |              | Svennevad, Närke    |       | 59.042702, 15.411085 | 10226300050001 | Ladda upp en bild av detta fornminne      |
| Svennevad 6:1                                        | Stensättning        |              | Svennevad, Närke    |       | 59.045163, 15.414300 | 10226300060001 | Ladda upp en bild av detta fornminne      |
| Svennevad 6:2                                        | Stensättning        |              | Svennevad, Närke    |       | 59.045119, 15.414081 | 10226300060002 | Ladda upp en bild av detta fornminne      |
| Svennevad 9:1                                        | Gravfält            |              | Svennevad, Närke    |       | 59.010551, 15.385969 | 10226300090001 | Ladda upp en bild av detta fornminne      |
| Svennevad 12:1                                       | Gravfält            |              | Svennevad, Närke    |       | 58.989159, 15.408786 | 10226300120001 | Ladda upp en bild av detta fornminne      |
| Svennevad 13:1                                       | Vägmärke            | 1781         | Svennevad, Närke    |       | koordinater saknas   |                | Ladda upp en till bild av detta fornminne |
| Glottrastenen (Svennevad 15:1)                       | Gravfält            |              | Svennevad, Närke    |       | 58.974063, 15.410612 | 10226300150001 | Ladda upp en till bild av detta fornminne |
| Svennevad 16:1                                       | Stensättning        |              | Svennevad, Närke    |       | 58.965508, 15.408884 | 10226300160001 | Ladda upp en bild av detta fornminne      |
| Svennevad 17:1                                       | Gravfält            |              | Svennevad, Närke    |       | 58.958768, 15.411050 | 10226300170001 | Ladda upp en bild av detta fornminne      |
| Svennevad 21:1                                       | Stensättning        |              | Svennevad, Närke    |       | 59.036917, 15.339414 | 10226300210001 | Ladda upp en bild av detta fornminne      |
| Svennevad 21:2                                       | Stensättning        |              | Svennevad, Närke    |       | 59.037057, 15.339400 | 10226300210002 | Ladda upp en bild av detta fornminne      |
| Svennevad 21:3                                       | Stensättning        |              | Svennevad, Närke    |       | 59.037144, 15.339364 | 10226300210003 | Ladda upp en bild av detta fornminne      |
| Emtsätterstorp (Svennevad 24:1)                      | Lägenhetsbebyggelse |              | Svennevad, Närke    |       | 59.056713, 15.279156 | 10226300240001 | Ladda upp en bild av detta fornminne      |
| Svennevad 1:1                                        | Gravfält            |              | Svennevad, Närke    |       | 59.040243, 15.363327 | 10226300010001 | Ladda upp en bild av detta fornminne      |
| Svennevad 3:1                                        | Stensättning        |              | Svennevad, Närke    |       | 59.047743, 15.330560 | 10226300030001 | Ladda upp en bild av detta fornminne      |
| Svennevad 94                                         | Fångstgrop          |              | Svennevad, Närke    |       | koordinater saknas   |                | Ladda upp en till bild av detta fornminne |
| Korpetorps kvarn (Svennevad 171)                     | Småindustri         |              | Svennevad, Närke    |       | koordinater saknas   |                | Ladda upp en till bild av detta fornminne |
| Skogaholms stångjärnshammare (Svennevad 299)         | Industriminne       |              | Svennevad, Närke    |       | 59.020004, 15.257494 | 12000000214000 | Ladda upp en till bild av detta fornminne |
| Skogaholms kvarn ()                                  | Industriminne       |              | Svennevad, Närke    |       | 59.020556, 15.251667 |                | Ladda upp en till bild av detta fornminne |
| Minnesmärke Carl Gustaf Wennerstedt (Svennevad 20:1) | Minnesmärke         |              | Svennevad, Närke    |       | 59.024936, 15.27838  | 10226300200001 | Ladda upp en till bild av detta fornminne |
| L2022:3225                                           | Lägenhetsbebyggelse |              | Svennevad, Närke    |       | koordinater saknas   |                | Ladda upp en till bild av detta fornminne |

## Viby
| Namn                            | Lämningstyp                 | Tillkomsttid | Historisk indelning | Plats | Läge                 | ID-nr          | Bild                                 |
| ------------------------------- | --------------------------- | ------------ | ------------------- | ----- | -------------------- | -------------- | ------------------------------------ |
| Viby 4:1                        | Stensättning                |              | Viby, Närke         |       | 59.078316, 14.860966 | 10226800040001 | Ladda upp en bild av detta fornminne |
| Viby 5:1                        | Stensättning                |              | Viby, Närke         |       | 59.070044, 14.855235 | 10226800050001 | Ladda upp en bild av detta fornminne |
| Viby 11:1                       | Gravfält                    |              | Viby, Närke         |       | 59.073122, 14.855096 | 10226800110001 | Ladda upp en bild av detta fornminne |
| Viby 15:1                       | Stensättning                |              | Viby, Närke         |       | 59.056690, 14.885965 | 10226800150001 | Ladda upp en bild av detta fornminne |
| Viby 17:1                       | Gravfält                    |              | Viby, Närke         |       | 59.050956, 14.901111 | 10226800170001 | Ladda upp en bild av detta fornminne |
| Kungsstenen (Viby 18:1)         | Grav markerad av sten/block |              | Viby, Närke         |       | 59.047175, 14.912161 | 10226800180001 | Ladda upp en bild av detta fornminne |
| Viby 19:1                       | Stensättning                |              | Viby, Närke         |       | 59.053699, 14.908459 | 10226800190001 | Ladda upp en bild av detta fornminne |
| Viby 20:1                       | Grav markerad av sten/block |              | Viby, Närke         |       | 59.040308, 14.898188 | 10226800200001 | Ladda upp en bild av detta fornminne |
| Viby 21:1                       | Stensättning                |              | Viby, Närke         |       | 59.040316, 14.897310 | 10226800210001 | Ladda upp en bild av detta fornminne |
| Viby 25:1                       | Stenkrets                   |              | Viby, Närke         |       | 59.046086, 14.856238 | 10226800250001 | Ladda upp en bild av detta fornminne |
| Viby 25:2                       | Stensättning                |              | Viby, Närke         |       | 59.045970, 14.855978 | 10226800250002 | Ladda upp en bild av detta fornminne |
| Viby 25:3                       | Stensättning                |              | Viby, Närke         |       | 59.045921, 14.856257 | 10226800250003 | Ladda upp en bild av detta fornminne |
| Viby 25:4                       | Hög                         |              | Viby, Närke         |       | 59.046017, 14.855402 | 10226800250004 | Ladda upp en bild av detta fornminne |
| Viby 28:1                       | Runristning                 |              | Viby, Närke         |       | 59.060280, 14.871173 | 10226800280001 | Ladda upp en bild av detta fornminne |
| Viby 30:1                       | Gravfält                    |              | Viby, Närke         |       | 59.032943, 14.922375 | 10226800300001 | Ladda upp en bild av detta fornminne |
| Viby 35:1                       | Gravfält                    |              | Viby, Närke         |       | 59.055479, 14.909480 | 10226800350001 | Ladda upp en bild av detta fornminne |
| Viby 36:1                       | Fornborg                    |              | Viby, Närke         |       | 59.024691, 14.923581 | 10226800360001 | Ladda upp en bild av detta fornminne |
| Odensvi skans (Viby 37:1)       | Fornborg                    |              | Viby, Närke         |       | 59.022733, 14.924347 | 10226800370001 | Ladda upp en bild av detta fornminne |
| Viby 40:1                       | Stenkammargrav              |              | Viby, Närke         |       | 59.040811, 14.943888 | 10226800400001 | Ladda upp en bild av detta fornminne |
| Viby 41:1                       | Gravfält                    |              | Viby, Närke         |       | 59.041674, 14.943724 | 10226800410001 | Ladda upp en bild av detta fornminne |
| Viby 44:1                       | Gravfält                    |              | Viby, Närke         |       | 59.045293, 14.948381 | 10226800440001 | Ladda upp en bild av detta fornminne |
| Viby 45:1                       | Gravfält                    |              | Viby, Närke         |       | 59.040645, 14.966053 | 10226800450001 | Ladda upp en bild av detta fornminne |
| Viby 46:1                       | Stensättning                |              | Viby, Närke         |       | 59.036820, 14.964120 | 10226800460001 | Ladda upp en bild av detta fornminne |
| Viby 47:1                       | Gravfält                    |              | Viby, Närke         |       | 59.064450, 14.938889 | 10226800470001 | Ladda upp en bild av detta fornminne |
| Viby 48:1                       | Grav markerad av sten/block |              | Viby, Närke         |       | 59.041015, 14.966945 | 10226800480001 | Ladda upp en bild av detta fornminne |
| Viby 50:1                       | Gravfält                    |              | Viby, Närke         |       | 59.058524, 14.932374 | 10226800500001 | Ladda upp en bild av detta fornminne |
| Viby 53:1                       | Gravfält                    |              | Viby, Närke         |       | 59.058943, 14.933913 | 10226800530001 | Ladda upp en bild av detta fornminne |
| Viby 61:1                       | Gravfält                    |              | Viby, Närke         |       | 59.074905, 14.945311 | 10226800610001 | Ladda upp en bild av detta fornminne |
| Viby 63:1                       | Stenkrets                   |              | Viby, Närke         |       | 59.055742, 14.970028 | 10226800630001 | Ladda upp en bild av detta fornminne |
| Viby 63:2                       | Stenkrets                   |              | Viby, Närke         |       | 59.055632, 14.969989 | 10226800630002 | Ladda upp en bild av detta fornminne |
| Finnafallet (Viby 82:1)         | Lägenhetsbebyggelse         |              | Viby, Närke         |       | 58.988722, 14.732527 | 10226800820001 | Ladda upp en bild av detta fornminne |
| Ekshult (Viby 83:1)             | Lägenhetsbebyggelse         |              | Viby, Närke         |       | 58.990241, 14.743210 | 10226800830001 | Ladda upp en bild av detta fornminne |
| Viby 100:1                      | Grav markerad av sten/block |              | Viby, Närke         |       | 59.032599, 14.897661 | 10226801000001 | Ladda upp en bild av detta fornminne |
| Viby 105:1                      | Gravfält                    |              | Viby, Närke         |       | 59.085001, 14.905734 | 10226801050001 | Ladda upp en bild av detta fornminne |
| Viby 108:1                      | Stenkrets                   |              | Viby, Närke         |       | 59.028362, 14.868069 | 10226801080001 | Ladda upp en bild av detta fornminne |
| Viby 108:2                      | Stenkrets                   |              | Viby, Närke         |       | 59.028324, 14.868440 | 10226801080002 | Ladda upp en bild av detta fornminne |
| Viby 108:3                      | Grav markerad av sten/block |              | Viby, Närke         |       | 59.028420, 14.868274 | 10226801080003 | Ladda upp en bild av detta fornminne |
| Viby 109:1                      | Gravfält                    |              | Viby, Närke         |       | 59.030842, 14.866605 | 10226801090001 | Ladda upp en bild av detta fornminne |
| Borgholmen (Viby 131:1)         | Borg                        |              | Viby, Närke         |       | 59.044346, 14.863685 | 10226801310001 | Ladda upp en bild av detta fornminne |
| Viby 133:1                      | Gravfält                    |              | Viby, Närke         |       | 59.069207, 14.982787 | 10226801330001 | Ladda upp en bild av detta fornminne |
| Viby 134:1                      | Stenkrets                   |              | Viby, Närke         |       | 59.068969, 14.983583 | 10226801340001 | Ladda upp en bild av detta fornminne |
| Viby 148:1                      | Grav markerad av sten/block |              | Viby, Närke         |       | 59.043556, 14.956164 | 10226801480001 | Ladda upp en bild av detta fornminne |
| Viby 166:1                      | Stensättning                |              | Viby, Närke         |       | 59.051303, 14.900148 | 10226801660001 | Ladda upp en bild av detta fornminne |
| Viby 202:1                      | Stensättning                |              | Viby, Närke         |       | 59.068766, 14.865510 | 10226802020001 | Ladda upp en bild av detta fornminne |
| Skansdals fornborg (Viby 213:1) | Fornborg                    |              | Viby, Närke         |       | 59.023170, 14.951855 | 10226802130001 | Ladda upp en bild av detta fornminne |
| Viby 232:1                      | Grav- och boplatsområde     |              | Viby, Närke         |       | 59.034517, 14.916079 | 10226802320001 | Ladda upp en bild av detta fornminne |
| Viby 239:1                      | Grav- och boplatsområde     |              | Viby, Närke         |       | 59.034111, 14.885717 | 10226802390001 | Ladda upp en bild av detta fornminne |